# Fiat Panorama
Fiat Panorama – samochód osobowy klasy aut miejskich produkowany przez włoską markę FIAT w latach 1980–1986.

## Historia i opis modelu

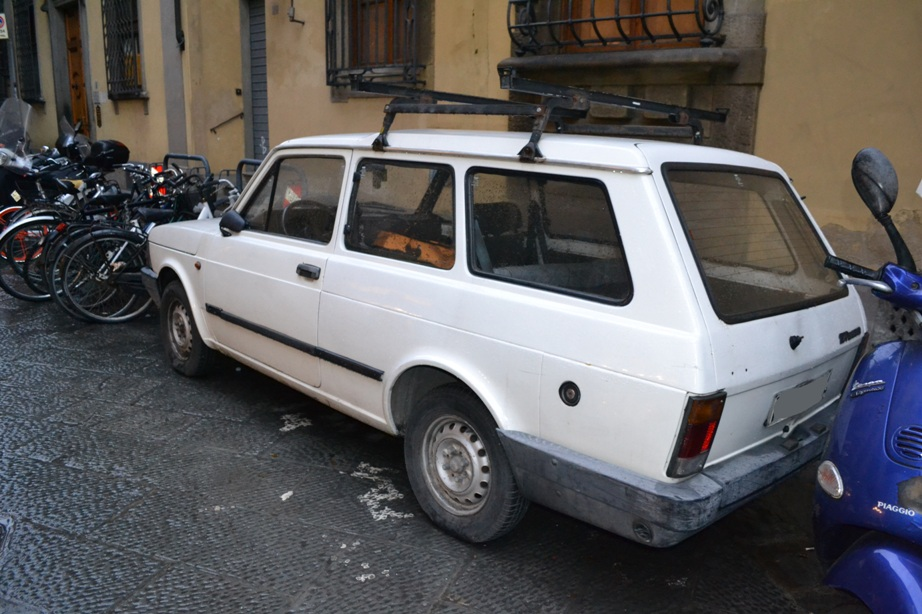
Fiat Panorama - tył

Model Panorama montowany był w zakładach w Brazylii, jego produkcja ruszyła w marcu 1980 roku. Pojazd zbudowano w oparciu o samochód Fiat 147, subkompaktowy model produkowany przez włoską firmę motoryzacyjną Fiat na terenie Ameryki Południowej.
Części mechaniczne pochodzące z modelu 147 zostały przystosowane do większego obciążenia (większa masa pojazdu). Zaletami Panoramy były małe zużycie paliwa oraz dobrze rozplanowane wnętrze pojazdu. Całkowita długość pojazdu była najmniejsza spośród brazylijskich kombi (3924 mm/154 in), wnętrze oferowało jednak ilość miejsca porównywalną do większych samochodów. W celu lepszego zagospodarowania miejsca koło zapasowe zostało umieszczone w komorze silnikowej, podobnie jak w modelu 147. Niska masa własna pojazdu przyczyniła się do niskiego jednostkowego zużycia paliwa lub alkoholu, na którym mógł pracować silnik.
Fiat Panorama dostępny był w trzech wersjach silnikowych: benzynowej o pojemności 1048 cm³, która generowała moc 56 KM (42 kW) oraz dwóch wariantach o pojemności 1297 cm³ napędzanych benzyną lub alkoholem, moce które osiągały te silniki to odpowiednio 60 KM (45 kW) i 61 KM (46 kW). Dostępne opcje wyposażenia nosiły nazwy C oraz CL. Silnik 1050 dostępny był tylko z wersją C.